# Mozambik na Mistrzostwach Świata w Lekkoatletyce 2023
Mozambik na Mistrzostwach Świata w Lekkoatletyce 2023 – reprezentacja Mozambiku podczas mistrzostw świata w Budapeszcie liczyła jednego zawodnika.

## Skład reprezentacji

### Mężczyźni
| Zawodnik      | Konkurencja   | Preeliminacje | Preeliminacje | Eliminacje | Eliminacje | Półfinał | Półfinał | Finał | Finał   | Źródło      |
| Zawodnik      | Konkurencja   | Wynik         | Pozycja       | Wynik      | Pozycja    | Wynik    | Pozycja  | Wynik | Pozycja | Źródło      |
| ------------- | ------------- | ------------- | ------------- | ---------- | ---------- | -------- | -------- | ----- | ------- | ----------- |
| Onisio Pereia | bieg na 100 m | 10,89         | 9. Q          | 11,09      | 53.        | NQ       | NQ       | NQ    | NQ      | [ 1 ] [ 2 ] |